# ریچیال انترتینمنت
ریچیال انترتینمنت (به انگلیسی: Ritual Entertainment) یک شرکت توسعه‌دهنده بازی ویدئویی بود که در سال ۱۹۹۶ توسط رابرت اتکینز، مارک داکترمان، جیم دوسه، ریچارد 'لولورد' گری، مایکل هادوین، هری میلر و تام موستین تأسیس شد.
ریچیال انترتینمنت که در دالاس، تگزاس مستقر بود، قبلاً با نام Hipnotic Interactive شناخته می‌شد، در آن دوره آنها شروع به ساخت بازی ویدئویی معروف خود، SiN کردند.

## تاریخچه
اعضای تیم توسعه ریچیال انترتینمنت assetهای بازی را برای عناوینی مانند American McGee's Alice، مدال افتخار: هوابرد، مهاجم مقبره: افسانه و 25 to Life کمک کرده‌اند.

## بازی‌های توسعه داده
| سال  | عنوان                                         | سکو               | سکو    | سکو    | سکو         | سکو     | سکو                                         |
| سال  | عنوان                                         | مایکروسافت ویندوز | لینوکس | مک‌اواس | پلی‌استیشن ۲ | اکس‌باکس | دریم‌کست                                     |
| ---- | --------------------------------------------- | ----------------- | ------ | ------ | ----------- | ------- | ------------------------------------------- |
| ۱۹۹۷ | Quake Mission Pack No. 1: Scourge of Armagon  | آری               | نه     | نه     | نه          | نه      | Commercial homebrew released in Russia only |
| ۱۹۹۸ | SiN                                           | آری               | آری    | نه     | نه          | نه      | نه                                          |
| ۲۰۰۰ | Heavy Metal: F.A.K.K. 2                       | آری               | آری    | آری    | نه          | نه      | نه                                          |
| ۲۰۰۰ | Blair Witch Volume III: The Elly Kedward Tale | آری               | نه     | نه     | نه          | نه      | نه                                          |
| ۲۰۰۳ | Star Trek: Elite Force II                     | آری               | نه     | نه     | نه          | نه      | نه                                          |
| ۲۰۰۳ | Legacy of Kain: Defiance                      | آری               | نه     | نه     | آری         | آری     | نه                                          |
| ۲۰۰۴ | کانتر استرایک کاندیشن زیرو                    | آری               | آری    | آری    | نه          | آری     | نه                                          |
| ۲۰۰۴ | Delta Force: Black Hawk Down: Team Sabre      | آری               | نه     | نه     | نه          | نه      | نه                                          |
| ۲۰۰۶ | SiN Episodes                                  | آری               | نه     | نه     | نه          | نه      | نه                                          |
| ۲۰۰۶ | 25 to Life                                    | آری               | نه     | نه     | آری         | آری     | نه                                          |

### منتشر نشده
- ارباب حلقه‌ها: دو برج (بازی ویدئویی) – نسخه رایانه شخصی لغو شد
- SiN II publisher demo – یک دمو رایانه شخصی در سال ۲۰۰۳ برای ناشر ساخته شد ولی بازی هیچگاه منتشر نشد.
- Legacy of Kain: The Dark Prophecy (2004) – لغو شد
- SiN Episode 2 – لغو شد
- Quake 4: Awakening - افزونه منتشر نشده برای لرزش ۴